# DedSec
DedSec（全名：Dead Security，中文名：死亡安全），是育碧发行的游戏作品《看门狗》系列中虚构的一个全球性黑客组织。该组织目标是摧毁BLUME公司用于监视市民的ctOS系统(central Operating System)，将自由还给市民。在游戏中Dedsec主要活跃地区：芝加哥，旧金山，伦敦。

## 组织简介[4]
DedSec组织在《看门狗》游戏作品开始时就已经出现。在初代看门狗（2014）游戏中登场的主角艾登·皮尔斯（Aiden Pearce）在与ctOS系统对抗时利用DedSec的侵入路径挖掘出ctOS的信息。从而首次发现该组织的存在。
该组织十分神秘，组织成员很多，DedSec成员遍布全球及存在各种不同的阶层，在系列游戏中经常可以在路边看见Dedsec的成员抗议反对ctOS系统。其中在看门狗2中登场的主角马可仕·哈洛威（Marcus Holloway）为Dedsec·旧金山的重要成员。

## 组织成员

### 创始人
不详

### 领导人

###### 莎宾·布兰特
Dedsec·伦敦的负责人，是看门狗：军团中出现的人物。
试图带领成员阻止恐怖组织“Zero Day”在伦敦的恐怖攻击行动，却被对方反将一军失去了根据地与大多数当地成员，自己也被陷害成恐怖攻击的首谋者而逃亡中。

###### 席塔拉
Dedsec·旧金山的领导人，是看门狗2中出现的人物。
席塔拉专注于DedSec在旧金山地区的公众形象。为组织拍摄的宣传影片与叛逆风的艺术作品，让组织成功打入旧金山市民的视线，吸引大量追随者。她也是组织内最具政治动机的成员。

### 重要成员

###### 克拉拉·里爾
DedSec·芝加哥的成员，是看门狗（2014）中出现的人物。
克拉拉·里爾是初代主角艾登·皮尔斯的助手。艾登曾寻求过克菈菈的帮助并在克菈菈的帮助下试图破解ctOS信息。克拉拉在到访艾登侄女墓地时被枪杀身亡。

###### 丁骨·格雷迪
DedSec·旧金山的成员，是看门狗（2014）及看门狗2中出现的人物。
丁骨·格雷迪是ctOS的开发者之一，创造“伊拉克”的加密系统的人。在芝加哥时获得艾登的帮助离开波尼后协助艾登破解加密系统。后在芝加哥ctOS系统瘫痪后前往旧金山成为DedSec的一员。

###### 马可仕·哈洛威
DedSec·旧金山的行动成员，是看门狗2中出现的人物。
马可仕·哈洛威在过去亲身经歷腐败系统带来的不公不义。他挑战权威，向大众公开揭露真相，使他成為DedSec重要的一员，同时为旧金山当权者的眼中钉。

###### 道尔顿·沃尔夫
DedSec·伦敦的行动成员，是看门狗：军团中出现的人物。
道尔顿·沃尔夫是前军情五处特工，熟悉电脑。在试图阻止“Zero Day”的炸弹袭击却中了对方的陷阱，最后不幸身亡。

### 特殊成员

###### 扳手二世
DedSec·旧金山的机器人，在看门狗2中出现。
扳手二世原是BLUME公司其中一台监视机器人，自从它被扳手入侵操控后，它就成为扳手的机器人孩子。

###### 贝格利
DedSec·伦敦的人工智能，在看门狗：军团中出现。
负责替DedSec的探员们进行支持。